# لوسيوس كورنليوس بالبيس
لوسيوس كورنليوس بالبيس من أنصار يوليوس قيصر ولد في كاديكس في مقاطعة إسبانيا الرومانية في عام 21 ق.م. عين حاكمًا لمقاطعة أفريكا وهي تونس والشرق الجزائري حاليًا. لكي يبعد خطر القبائل الليبية قام بحملات للقضاء عليهم وهيمن على القارامنت في الفزان الواقعة جنوب ليبيا الحالية فكان له ذلك وأحتل عاصمتهم جرمة. بفضل انتصاراته كان أول مواليد المقاطعات يدخل روما منتصرًا في 19 ق.م.